# Sophronica fuscoapicalis
Sophronica fuscoapicalis är en skalbaggsart som beskrevs av Stefan von Breuning 1955. Sophronica fuscoapicalis ingår i släktet Sophronica och familjen långhorningar.
Artens utbredningsområde är Gabon. Inga underarter finns listade i Catalogue of Life.